# 杨村桥镇
杨村桥镇，中国浙江省西北部建德市下辖的一个镇。

## 行政区划
现辖：
杨村桥社区、绪塘村、官路村、黄盛村、路边村、徐坑村、梓源村、杨村桥村、龙溪村、上山村、岭源村、长宁村、龙源村和十里埠村。